# 변우석
변우석(한국 한자: 邊佑錫, 1991년 10월 31일~)은 대한민국의 배우이자 모델이다.
1991년 10월 31일 경기도 부천시에서 1남 1녀 중 막내로 태어났다.
2011년 11월부터 2013년 8월까지 37사단 정훈공보부에서 행정계원으로 군복무를 하였다. 
고등학교를 졸업한 후, 콘테스트를 통해 케이플러스 모델 소속사에 들어가 2010년부터 패션 모델로서 활동을 시작했다. 이후 2014년 2월 케이플러스가 YG와 합병되면서 YG케이플러스 소속이 되었다.
모델로 데뷔 후에 본격적인 배우의 꿈을 가지고 YG케이플러스 액터스쿨을 통해 연기 수업을 받았고 이후 2016년 tvN 드라마 《디어 마이 프렌즈》를 통해 배우로 데뷔했다.

## 학력
- 유안초등학교 (졸업)
- 개웅중학교 (졸업)
- 우신고등학교 (졸업)
- 청주대학교 연극영화학 (중퇴)

## 출연작

### 드라마
- 2016년 tvN 《디어 마이 프렌즈》 - 손종식 역
- 2016년 SBS《달의 연인 - 보보경심 려》 - 기동 역
- 2017년 MBC《역도요정 김복주》 - 수영부 선배 역
- 2017년 tvN《명불허전》 - 검은사내 역
- 2017년 tvN《드라마 스테이지 - 직립 보행의 역사》 - 정종민 역
- 2017년 와이낫미디어《전지적 짝사랑 시점 시즌 3》- 변우석(본인) 역
- 2017년 tvN《모두의 연애》- 변우석(본인) 역
- 2019년 tvN《드라마 스테이지 - 각색은 이미 시작됐다》 -  김세기 역
- 2019년 와이낫미디어《오피스 워치: 하라는 일은 안하고》 - 하민규 역
- 2019년 JTBC《으라차차 와이키키 2》 - 윤서준 역
- 2019년 tvN《검색어를 입력하세요 WWW》 - 한민규 역
- 2019년 JTBC《꽃파당: 조선혼담공작소》 - 도준 역
- 2020년 tvN《청춘기록》 - 원해효 역
- 2021년~2022년 KBS2《꽃 피면 달 생각하고》 - 이표 역
- 2023년 JTBC《힘쎈여자 강남순》 - 류시오 역
- 2024년 tvN《선재 업고 튀어》 - 류선재 역
- 2024년 tvN《손해 보기 싫어서》 - 편의점 알바생 역 (특별출연)
- 2025년 MBC《21세기 대군 부인》 - 이안대군 역

### 영화
- 《청년경찰》 (2017년) - 클럽 연예인 역
- 《백두산》 (2019년) - 경호팀 1 역
- 《20세기 소녀》 (2022년) - 풍운호 역
- 《소울메이트》 (2023년) - 함진우 역

### 방송
- 2014년 SBS《패션왕 코리아 시즌 2》
- 2015년 온스타일《스타일 라이브》
- 2015년 원스《펫 닥터스 시즌 2》
- 2015년 웹예능《미스터 츄 1》
- 2016년 웹예능《미스터 츄 2》
- 2016년 온스타일《기부티크》
- 2016년 Olive《옥수동 수제자》
- 2017년 Olive《어느 날 갑자기 백만원》
- 2017년 웹예능《미스터 츄 3》
- 2022년 SBS《런닝맨》
- 2022년 tvN《도레미 마켓》
- 2024년 tvN《유퀴즈 온 더 블럭》
- 2024년 SBS《런닝맨》

### 라디오 방송
- 2024년 MBC 라디오 《두시의 데이트 재재입니다》 (with 김혜윤)

## 수상 및 후보
| 연도 | 시상식                                     | 부문                                   | 작품                | 결과 |
| ---- | ------------------------------------------ | -------------------------------------- | ------------------- | ---- |
| 2016 | 2016 아시아모델페스티벌                    | 올해의 패션 모델상                     | 빈칸                | 수상 |
| 2022 | KBS 연기대상                               | 남자 신인연기상                        | 꽃 피면 달 생각하고 | 수상 |
| 2022 | KBS 연기대상                               | 남자 인기상                            | 꽃 피면 달 생각하고 | 후보 |
| 2023 | 제59회 백상예술대상                        | 영화부문 남자 신인연기상               | 20세기 소녀         | 수상 |
| 2023 | 제32회 부일영화상                          | 신인 남자연기상                        | 20세기 소녀         | 후보 |
| 2023 | 제59회 대종상                              | 신인남우상                             | 소울메이트          | 후보 |
| 2024 | 2024 올해의 브랜드 대상                    | 남자배우(핫트렌드)                     | 선재 업고 튀어      | 수상 |
| 2024 | 제19회 서울 드라마 어워즈                  | 아시아 스타상                          | 선재 업고 튀어      | 수상 |
| 2024 | 제6회 아시아콘텐츠어워즈 & 글로벌OTT어워즈 | 남자 신인연기상                        | 선재 업고 튀어      | 후보 |
| 2024 | 제6회 아시아콘텐츠어워즈 & 글로벌OTT어워즈 | 피플스 초이스상                        | 선재 업고 튀어      | 수상 |
| 2024 | 제26회 MAMA AWARDS                         | 페이보릿 글로벌 트렌딩 뮤직            | 선재 업고 튀어      | 수상 |
| 2024 | 제26회 MAMA AWARDS                         | 베스트 OST상                           | 선재 업고 튀어      | 후보 |
| 2024 | 제26회 MAMA AWARDS                         | 올해의 앨범상                          | 선재 업고 튀어      | 후보 |
| 2024 | 제16회 멜론 뮤직 어워드                    | 베스트 OST상                           | 선재 업고 튀어      | 수상 |
| 2024 | 제16회 멜론 뮤직 어워드                    | 최우수 10대 아티스트                   | 선재 업고 튀어      | 후보 |
| 2024 | 제11회 서울국제영화대상                    | 인기스타상                             | 선재 업고 튀어      | 수상 |
| 2024 | 제15회 코리아 드라마 어워즈                | 연기대상                               | 선재 업고 튀어      | 후보 |
| 2024 | 제15회 코리아 드라마 어워즈                | 핫스타상                               | 선재 업고 튀어      | 수상 |
| 2024 | 제15회 코리아 드라마 어워즈                | 베스트 OST상                           | 선재 업고 튀어      | 후보 |
| 2024 | 제15회 코리아 드라마 어워즈                | 베스트 커플상 (with 김혜윤)            | 선재 업고 튀어      | 후보 |
| 2024 | 제15회 코리아 드라마 어워즈                | 글로벌 스타상                          | 선재 업고 튀어      | 후보 |
| 2024 | 제9회 아시아 아티스트 어워즈               | 대상 - 올해의 남우주연상               | 선재 업고 튀어      | 수상 |
| 2024 | 제9회 아시아 아티스트 어워즈               | 배우부문 베스트 아티스트상             | 선재 업고 튀어      | 수상 |
| 2024 | 제9회 아시아 아티스트 어워즈               | 아시아 셀러브리티상                    | 선재 업고 튀어      | 수상 |
| 2024 | 제9회 아시아 아티스트 어워즈               | 베스트 커플상 (with 김혜윤)            | 선재 업고 튀어      | 수상 |
| 2024 | 제9회 아시아 아티스트 어워즈               | 인기상                                 | 선재 업고 튀어      | 수상 |
| 2024 | 제9회 아시아 아티스트 어워즈               | 베스트 OST상                           | 선재 업고 튀어      | 수상 |
| 2024 | 아시안 텔레비전 어워즈                     | 최고의 주제곡상                        | 선재 업고 튀어      | 후보 |
| 2024 | 펀덱스 어워드 2024                         | 출연자 대상                            | 선재 업고 튀어      | 수상 |
| 2024 | 펀덱스 어워드 2024                         | TV 드라마 남자 주연 부문               | 선재 업고 튀어      | 수상 |
| 2024 | 제10회 에이판 스타 어워즈                  | 미니시리즈부문 남자 최우수연기상       | 선재 업고 튀어      | 후보 |
| 2024 | 제10회 에이판 스타 어워즈                  | 아이돌챔프 글로벌 스타상               | 선재 업고 튀어      | 수상 |
| 2024 | 제10회 에이판 스타 어워즈                  | 배우부문 아이돌챔프 남자 인기상        | 선재 업고 튀어      | 수상 |
| 2024 | 제10회 에이판 스타 어워즈                  | 아이돌챔프 베스트 OST상                | 선재 업고 튀어      | 수상 |
| 2024 | 제10회 에이판 스타 어워즈                  | 아이돌챔프 베스트 커플상 (with 김혜윤) | 선재 업고 튀어      | 수상 |
| 2025 | 제61회 백상예술대상                        | 방송부문 남자 최우수연기상             | 선재 업고 튀어      | 후보 |
| 2025 | 제61회 백상예술대상                        | PRIZM 인기상                           | 선재 업고 튀어      | 수상 |
| 2025 | 2025 아시아 스타 엔터테이너 어워즈         | 더 베스트 아티스트 (배우)              | 선재 업고 튀어      | 수상 |
| 2025 | 2025 아시아 스타 엔터테이너 어워즈         | 더 베스트 OST상                        | 선재 업고 튀어      | 수상 |
| 2025 | 2025 아시아 스타 엔터테이너 어워즈         | 팬 초이스 남자 아티스트                | 선재 업고 튀어      | 수상 |